# Erwin Kuntz
Erwin Kuntz (* 21. Oktober 1922 in Kröffelbach; † 27. Dezember 2017) war ein deutscher Internist.

## Leben
Erwin Kuntz wurde als Sohn des Lehrers Heinrich Kuntz und seiner Ehefrau Auguste, geborene Arabin, geboren. Nach dem Abitur 1940 am Goethe-Gymnasium in Wetzlar war er von 1940 bis 1945 im Kriegseinsatz. Von 1945 bis 1951 studierte er an der Philipps-Universität Marburg Humanmedizin (Staatsexamen 1951) und wurde 1951 zum Dr. med. promoviert. Seit 1949 war er Mitglied des Marburger Wingolf.
Danach begann Erwin Kuntz an der Medizinischen Universitätsklinik in Gießen seine Weiterbildung auf dem Gebiet der Lungen- und Bronchialheilkunde (Facharzt-Anerkennung 1958) und auf dem Gesamtgebiet der Inneren Medizin (Facharzt-Anerkennung 1962). Sein klinischer Schwerpunkt lag auf allen seinerzeit verfügbaren bioptischen und endoskopischen Techniken dieser beiden Fachbereiche; er baute die Endoskopie-Abteilung der Klinik auf. Im Laufe dieser Tätigkeiten wechselte Erwin Kuntz in sein späteres Forschungs- und Lehrgebiet, die Gastroenterologie und insbesondere die Hepatologie. Er habilitierte sich 1964 in Gießen mit dem Thema „Die klinische Aktivitätsbeurteilung der Lungentuberkulose“. Bis 1968 war Erwin Kuntz als Oberarzt an der Medizinischen Universitätsklinik, 1969 wurde er zum außerplanmäßigen Professor ernannt. Von 1968 bis 1974 war er Chefarzt am Diakonie-Krankenhaus in Schwäbisch Hall, dann bis 1988 Chefarzt und ärztlicher Direktor am Klinikum Wetzlar. Seit 1954 war Kuntz fast 50 Jahre als Kongressleiter und/oder Dozent in der ärztlichen Fortbildung tätig.
Kuntz war von 1947 bis zu ihrem Tod 2015 mit seiner Frau Ursula verheiratet. Er wohnte in Wetzlar.

## Auszeichnungen
- Franz-Redeker-Preis (1962)
- Franz-Redeker-Preis (1964)
- Verdienstkreuz 1. Klasse der Bundesrepublik Deutschland (1984)
- Ehrendoktorat der Universität Debrecen (1989)
- Großes Verdienstkreuz der Bundesrepublik Deutschland (1999)
- Verdienstorden der Italienischen Republik (O.M.R.I., Commendatore) (2004)
- Paracelsus-Medaille der deutschen Ärzteschaft (2006)[4]
- Ehrenbürger von Waldsolms (2007)
- Ehrenkreuz für Wissenschaft und Kunst I. Klasse von Österreich (2009)
- Hessischer Verdienstorden (2015)[5]

## Werke
- Die klinische Aktivitätsbeurteilung der Lungentuberkulose (zugl. Habilitation),  Thieme Verlag, Stuttgart 1964.
- Die Pleuraergüsse. Differentialdiagnose, Klinik und Therapie (klinische Studie), Urban u. Schwarzenberg Verlag, München 1968.
- Erkrankungen der Gallenblase und Gallenwege. J.F. Lehmanns Verlag, München 1974, ISBN 978-3-46900490-1.
- Praktische Hepatologie. Johann Ambrosius Barth Verlag, Leipzig 1998, ISBN 978-3-335-00568-1.
- Hepatology. Textbook and Atlas. Springer, Berlin Heidelberg, 3. Aufl. 2008, ISBN 978-3-540-76838-8.
- Bräuche und Lieder der Weihnachtszeit, 2. Auflage 2015, 120 S., 14. Abb., Wetzlar ISBN 978-3-00-051578-1
- Mittelhessisches Wörterbuch und Bräuche im Jahresablauf, 2015, 2. Auflage, 441 S., 38 Abb., w3-print Wetzlar, ISBN 978-3-9815596-2-0